# Пергамент
Пергамент је један од најстаријих материјала за писање који се користи и данас.

## Историја пергамента
Око 200. године п. н. е. један од фараона из династије Птолемеја забранио је извоз папируса из Египта, како би спречио развој "библиотека" у другим земљама.
Оваква ситуација приморала је кориснике папируса да нађу алтернативни материјал погодан за писање односно преношење порука и похрањивање знања. У граду Пергаму, (у данашњој Турској), произведен је материјал погодан за писање и добио је назив пергамент. Био је трајнији и постојанији на влагу од папируса. Све до данас, сматра се једним од најбољих материјала за писање пером и тинтом.

## Израда
Пергамент се израђивао прерадом танких кожа најчешће младих животиња: коза, оваца, телади, магараца па и змија. Процес израде био је врло једноставан. С огуљених животињских кожа одстранила се длака, затим се кожа третирала са вапном. Депилирана кожа напињала се на дрвене оквире и постепено се сушила. Следећа фаза било је брушење помоћу вулканског песка и глачање уз помоћ кости или глатким каменом. Што је пергамент био тањи то је био цењенији. Последња фаза била је натапање испеглане коже у уљу, и сушење уља са циљем да се постигне одговарајућа еластичност.
Пергамент се могао и обојити о чему говори и један рецепт о спремању пергамента из VIII/IX века. За бојење пергамента се најчешће користио пурпур, док су црна и шафранова боја ређе коришћене. Рукописи пурпурне боје су сматрани најлепшим и до њих су могли доћи само најбогатији. Пурпурно обојен рукопис би се редовно исписивао златном и сребрном бојом, а један од таквих рукописа је и Codex Aureus. Под притиском цркве у IX веку престаје бојење рукописа пурпурном, златном и сребрном бојом.

## Кодекс
У VI веку се папирусов свитак све више замењује са пергаментним кодексом, који је могао да прими више текста од папирусовог свитка. Пергамент је био бољи и трајнији материјал за писање од папируса, практичнији за руковање и слагање у свешчице - тетраде. На пергаменту се лако писало на обе стране. Текст се на пергаменту писао преко читаве странице, с тим што је остављан одређени простор на рубовима за белешке на маргинама. 
Да би се равномерно писало, извлачене су линије шестаром или шилом. Још један инструмент помоћу ког су могле лепо да се извуку линије је било и равнало (ligniculus) које је могло бити од дрвета или од гвожђа. У српским споменицима се тај инструмент назива хараксало од грчке речи harasso, што значи грепсти тј. писати.

## Повез пергамента - кодекса
Повезом пергамента - кодекса бавили су се мајстори. Уметност повеза књига била је нарочито на цени на Истоку. У византијском царству су се користили од метала, слонове кости и скупоцених тканина. Овакав начин повеза су временом прихватили и монаси - калуђери у манастирима и самостанима. Сами су себе одредили за бављење овим уметничким занатом, због чега се у француском књиговештву употребљавао стручни назив „fers monastiques” (манастирско гвожђе), под којим се подразумева начин окивања повеза металним украсима.
Са појавом универзитета, процветао је и занат повезивања књига.
Као материјал за повезивање и коричење најчешће су служиле дрвене дашчице које су могле да буду пресвучене кожом, слоновом кости, металом, разним тканинама, свилом и другим материјалима.
Средњовековни љубитељи књига који нису били задовољни само таквим корицама, често су у корице уметали драгоцене метале и украсе од слонове кости, рубине, бисере и сл. Да би такве корице заштитили и сачували, монаси су такве књиге у вреће од тканина или коже, а било је и књига са кожним омотачем.
Оваквих скупоцених кодекса са драгоценим корицама било је и у Србији, у црквама и библиотекама владара и властеле.

## Средства за писање
На пергаменту се писало трском, пером птице (calamus, kalamos). За резање трске користио се мали нож који се на грчком glyfanon звао  а на латинском scalprum.
Метална пера су почела да се употребљавају у новом веку, док су пера од бронзе пронађена још у старом Риму и Помпеји.
Мала кичица (pennicillus) код рукописа који су украшавани позлаћеним, обојеним иницијалима.

## Пергамент данас
Пергамент је и данас у употреби за различите свечане прилике, кад је потребно израдити повеље, признања и слично.

## Галерија
- Закон о рудницима деспота Стефана Лазаревића
- Мирослављево јеванђеље, 1. и 2. страна
- Никољско јеванђеље
- Остромирово јеванђеље
- Карејски типик
- Копитарево четворојеванђеље, 14. век